# Jamkówka wierzbowa
Jamkówka wierzbowa (Antrodia macra (Sommerf.) Niemelä) – gatunek grzybów z rodziny pniarkowatych (Fomitopsidaceae).

## Systematyka i nazewnictwo
Pozycja w klasyfikacji: Antrodia, Fomitopsidaceae, Polyporales, Incertae sedis, Agaricomycetes, Agaricomycotina, Basidiomycota, Fungi.
Po raz pierwszy opisał go w 1826 r. Søren Christian Sommerfelt, nadając mu nazwę Polyporus macer, do rodzaju Antrodia przeniósł go Tuomo Niemelä w 1985 r. Ma 10 synonimów nazwy naukowej. Niektóre z nich:
- Antrodia salicina (Bres.) Niemelä 1978
- Coriolellus salicinus (Bres.) Bondartsev 1953
- Coriolus salicinus (Bres.) Komarova 1964

Stanisław Domański w 1965 r. nadał mu polską nazwę podskórnik wierzbowy, Władysław Wojewoda w 2003 r. zmienił ją na jamkówka wierzbowa.

## Morfologia
Owocnik
Jednoroczny, rozpostarty o grubości do 1 cm, rzadziej guzkowaty, a następnie z rozproszonymi, skośnymi kapeluszami nad odgiętą powierzchnią. Powierzchnia hymenialna biała do ochrowej, pory 2–3 na mm, czasami jest kilka większych, szczególnie na pochyłych podłożach. Powierzchnia płonna (jeśli występuje) naga do drobno grudkowatej lub promieniście prążkowana, w stanie świeżym biała, w stanie suchym kremowa, rzadko szersza niż 1 cm. Kontekst kruszący się i niewyraźny, biały, o grubości 1–3 mm, warstwa rurek jednobarwna, o grubości do 1 cm.
Cechy mikroskopowe
System strzępkowy dimityczny. Strzępki generatywne ze sprzążkami, o średnicy 2–4 µm, bezbarwne, cienkościenne. Strzępki szkieletowe o średnicy 2–4 µm, grubościenne do pełnych, bezbarwne, bez przegród. Cystyd brak, ale w hymenium są rozrzucone, spiczaste cystydiole 18–25 × 4–6 µm ze sprzążkami u podstawy. Podstawki 22–27 × 6–8 µm, maczugowate, 4-sterygmowe ze sprzążkami bazalnymi. Bazydiospory 9–12 × 3,5–4,5 µm, cylindryczne do podłużno-elipsoidalnych, bezbarwne, gładkie. cienkościenne, nieamyloidalne.

## Występowanie i siedlisko
Najwięcej stanowisk podano w Europie, poza nią nieliczne w Ameryce Północnej i Azji. W Polsce w 2003 r. jedno stanowisko (bez lokalizacji) podali Leif Ryvarden i R.L. Gilbertson, ale w późniejszych latach podano następne, najnowsze podaje internetowy atlas grzybów. Znajduje się w nim na liście gatunków zagrożonych i wartych objęcia ochroną.
Nadrzewny grzyb saprotroficzny. Rozwija się wyłącznie na wierzbach i topoli osice.